# Freatomagmatische eruptie

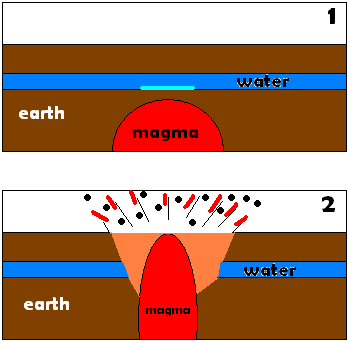
Schematische afbeelding van een freatomagmatische eruptie

Een freatomagmatische, hydrovulkanische of hydromagmatische eruptie of explosie is een type vulkanische eruptie waarbij zowel waterdamp afkomstig van grond- of oppervlaktewater als lavafragmenten en vulkanische gassen vrijkomen. Erupties waarbij geen juveniel materiaal (magma/lava dat tijdens de eruptie nog gesmolten was) wordt uitgestoten worden freatische erupties genoemd. Het woorddeel "freato" stamt van het oudgriekse woord φρέαρ (phréar) voor bron.
Hydrovulkanische erupties vinden plaats wanneer grond- of oppervlaktewater in aanraking komt met magma. Dit kan zijn omdat omhoog bewegend magma een waterhoudende laag tegenkomt, of omdat water in de bodem doordringt tot een magmakamer. Het contact met het magma zorgt ervoor dat het water in korte tijd verhit wordt tot honderden graden Celsius. Het water verdampt onmiddellijk, wat een plotselinge, explosieve uitzetting van het volume tot gevolg heeft. Als gevolg kunnen krachtige explosies optreden.

## Diatremen
Diatremen zijn trechtervormige vulkanische structuren gevuld met breccie (gefragmenteerd gesteente) waarvan vermoed wordt dat ze door hydrovulkanisme gevormd worden. In theorie zou magma dat in aanraking komt met een aquifer een groot volume waterdamp produceren, dat zich door explosies een weg naar boven baant, naar het oppervlak. Aan het oppervlak komt het tot een krachtige explosie. Het gesteente dat doorbroken wordt door de explosie kan tot vele kilometers ver weg worden geslingerd.
Aan het oppervlak zal een krater overblijven, omringd door een ring van tefra. Een type krater dat door freatomagmatische explosies wordt gevormd zijn maren. Bekende voorbeelden van maren zijn te vinden in de Vulkaneifel in Duitsland. De as die bij de vorming van de maren in de Eifel werd weggeslingerd, is tot vele honderden kilometers afstand te vinden.

## Surtsey-type erupties

Schema van een eruptie van type Surtsey

Een ander type hydrovulkanische eruptie is het Surtsey-type, waarbij oceaanwater tot het magma doordringt. Dit type eruptie komt voor wanneer een vulkaan net onder of net boven de zeespiegel ligt, zoals het geval is bij het eilandje Surtsey voor de kust van IJsland. Vaak gaat het om magma met een basaltische samenstelling en daarbij horende hoge temperatuur (rond 1100°C).
Omdat er aan water in zulke omstandigheden geen gebrek is kunnen de explosies dagenlang aanhouden, tot alle magma door de explosies weggeslingerd en afgekoeld is. Ook dit type eruptie kan erg krachtig zijn. Kenmerkend zijn donkere wolken waterdamp en as boven de vulkaan die de vorm van hanenveren aannemen. Ook kunnen er gloedwolken van de vulkaan af bewegen.